# HFX Wanderers FC
HFX Wanderers Football Club er en canadisk professionel fodboldklub der til dagligt spiller i Premier League. HFX Wanderers FC var en af klubberne der var med til at grundlægge den canadiske Premier League i 2019.